# Tenterfield
Tenterfield ist ein Ort im australischen Bundesstaat New South Wales an der Great Dividing Range am nördlichen Ende des New England Highway. Er liegt circa 18 Kilometer von der Grenze zu Queensland entfernt und hat etwa 2800 Einwohner.
Durch seine Höhenlage hat Tenterfield alle vier Jahreszeiten, was in Australien nicht unbedingt üblich ist. Im Herbst ist das farbige Laub der Bäume ähnlich interessant wie im amerikanischen Indian Summer. Der Winter bietet eine Mischung aus relativ warmen Tagen und meist kalten und klaren Nächten.

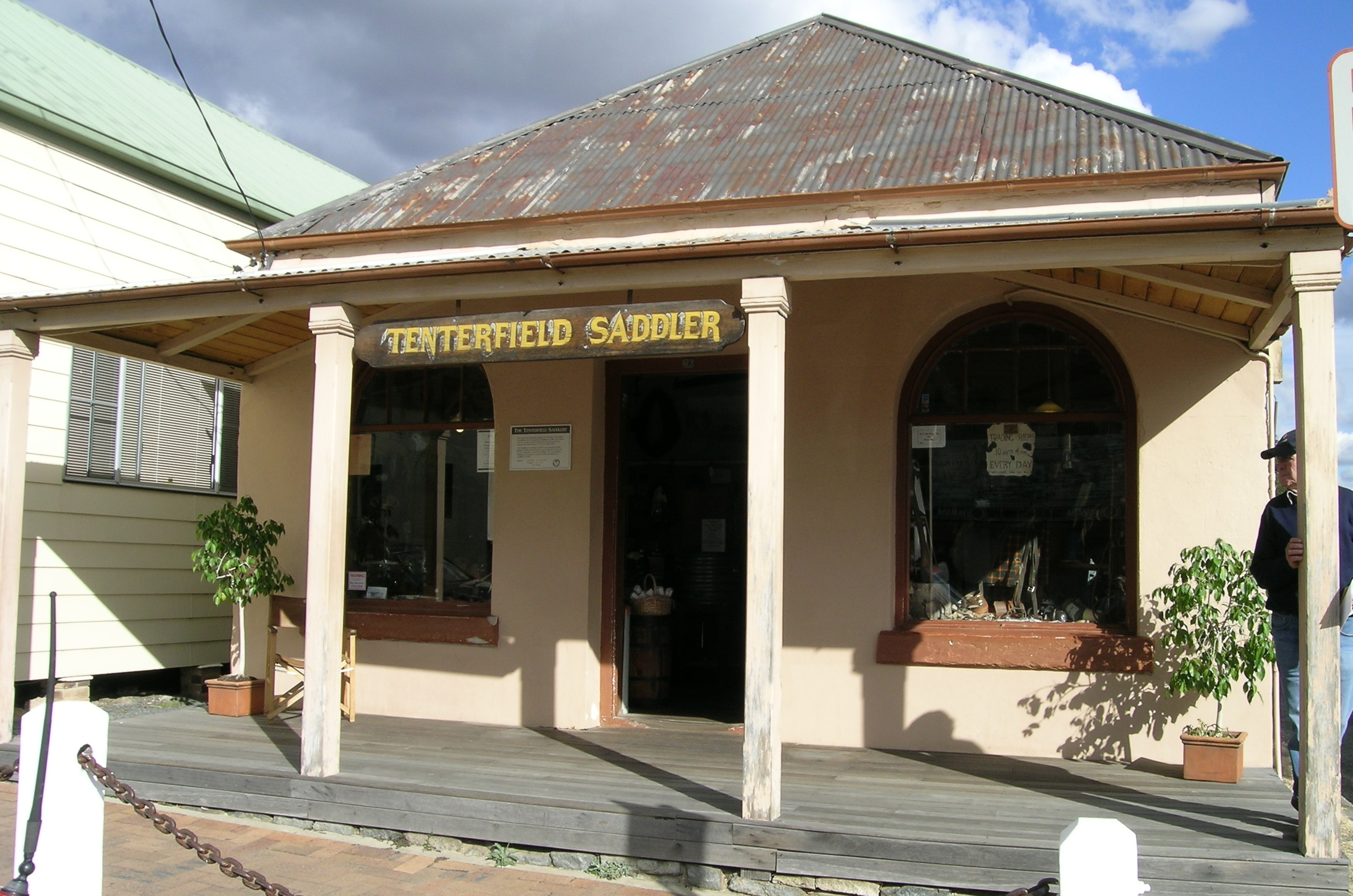
"The Tenterfield Saddlery" die durch Peter Allen berühmt wurde

Tenterfield ist in Australien auch als „Wiege der Nation“ („The Birthplace of Our Nation“) bekannt, da Sir Henry Parkes hier am 24. Oktober 1889 seine berühmte Rede zur australischen Föderation hielt. Diese Rede führte schließlich zur Föderation aller australischen Staaten am 1. Januar 1901.
Der Komponist und Entertainer Peter Allen stammte aus diesem Ort und widmete seinem Großvater das Lied „The Tenterfield Saddler“.
Tenterfield ist Zentrum und Verwaltungssitz des lokalen Verwaltungsgebiets Tenterfield Shire.

## Söhne und Töchter des Ortes
- Robert Hall, Baron Roberthall (1901–1988), Ökonom
- Tim Bruxner (1923–2017), Politiker
- Peter Allen Allen (1944–1992), Komponist und Entertainer